# القوات الجوية للحلفاء في وسط أوروبا
قوات الحلفاء الجوية في وسط أوروبا (AAFCE) هي قيادة الناتو المكلفة بالعمليات الجوية والدفاع الجوي في منطقة قيادة قوات الحلفاء في وسط أوروبا (AFCENT).

## التاريخ
تم تفعيل القوات الجوية للحلفاء في وسط أوروبا في 2 أبريل 1951 في فونتينبلو في فرنسا من خلال الأمر العام رقم 1 للجنرال دوايت أيزنهاور . كان أول ضابط في القوات الجوية الأمريكية هو قائد القوات الجوية الأمريكية لوريس نورستاد، القائد العام للقوات الجوية الأمريكية في أوروبا، فيسبادن. كانت مهمة AAFCE هي السيطرة والقيادة على الأصول الجوية للحلفاء في منطقة وسط الناتو [في أوروبا] في زمن الحرب.

## القادة 1951-1967
| قائمة قادة AAFCE | قائمة قادة AAFCE                  | قائمة قادة AAFCE             | قائمة قادة AAFCE        | قائمة قادة AAFCE             |
| #                | اسم                               | بلد                          | الخدمات                 | المدة الزمنية                |
| ---------------- | --------------------------------- | ---------------------------- | ----------------------- | ---------------------------- |
| 1                | الجنرال لوريس نورستاد             | وصلة=\|حدود الولايات المتحدة | القوات الجوية الأمريكية | 2 أبريل 1951 - 16 يوليو 1953 |
| 2                | المارشال السير باسل امبري         | وصلة=\|حدود المملكة المتحدة  | القوات الجوية الملكية   | 16 يوليو 1953 - 1 يناير 1956 |
| 3                | المشير الجوي السير جورج ميلز      | وصلة=\|حدود المملكة المتحدة  | القوات الجوية الملكية   | 1 يناير 1956 - 20 مايو 1959  |
| 4                | المارشال السير هاري برودهرست      | وصلة=\|حدود المملكة المتحدة  | القوات الجوية الملكية   | 20 مايو 1959 - 1 مارس 1961   |
| 5                | رئيس المارشال ايرل باندون         | وصلة=\|حدود المملكة المتحدة  | القوات الجوية الملكية   | 1 مارس 1961 - 1 ديسمبر 1963  |
| 6                | المارشال السير ادموند هودليستون * | وصلة=\|حدود المملكة المتحدة  | القوات الجوية الملكية   | 1 ديسمبر 1963 - 1 مارس 1967  |

## في رامشتاين 1974-1993

شعار المقر الرئيسي للقوات الجوية للحلفاء في وسط أوروبا

في 28 يونيو 1974، أعيد إنشاء المقر الرئيسي للقوات الجوية للحلفاء في وسط أوروبا (AAFCE) كمقر مستقل في قاعدة رامشتاين الجوية في، ألمانيا كواحد من ثلاثة قيادة ثانوية تابعة لقوات الحلفاء في وسط أوروبا (AFCENT). كانت مهمتها توفير التوجيه المركزي والسيطرة على القوات الجوية للناتو في المنطقة الوسطى الأوروبية. مقران حاليان، الثاني سلاح الجو التكتيكي للحلفاء (2 ATAF)، ومقره في RAF Rheindahlen، والتي غطت الجزء الشمالي من المنطقة، والقوات الجوية التكتيكية للحلفاء الرابعة (4 ATAF)، ومقرها في هايدلبرغ، والتي كانت مسؤولة عن الجزء الجنوبي، جاء كلاهما تحت قيادة AAFCE.

## روابط خارجية
- ACO - عمليات قيادة الحلفاء